# На Острова на блажените
„На Острова на блажените“ е антология на Пенчо Славейков, издадена през 1910 година в София.
Цялото заглавие на книгата е „На Острова на блажените. Антология. Биографиите на поетите са написани, а стиховете преведени от Пенчо Славейков. Портретите е рисувал Никола Петров. Издателя Александър Паскалев печата антологията в придворната печатница на Иван Кадела, София, 1910 година, месец ноемврий, в две хиледи книги на брой.“
Книгата представлява литературна мистификация, състои се от 19 кратки очерка за измислени творци, които носят черти както от биографиите на български и чуждестранни писатели, така и на самия Славейков. Биографичните очерци са „придружени“ с графични портрети на художника Никола Петров, чиято основа са снимки на Славейков от различни периоди на неговия живот.